# Temple Ohabei Shalom Cemetery
Der Temple Ohabei Shalom Cemetery ist ein historischer jüdischer Friedhof in East Boston im US-Bundesstaat Massachusetts. Er wurde im National Register of Historic Places erfasst und steht unter Denkmalschutz.

## Geschichte
Im Jahr 1844 erhielt Bostons erste jüdische Gemeinde in Brookline (Massachusetts) vom Boston City Council die Erlaubnis, ein Grundstück für Bestattungen zu kaufen.
Der Temple Ohabei Shalom Cemetery war der erste offiziell gegründete jüdische Friedhof im Bundesstaat Massachusetts. Früher waren die Juden von Boston auf anderen Friedhöfen beigesetzt worden, wie dem Touro Cemetery in Rhode Island. 1996 ging der Friedhof in das Eigentum der Jewish Cemetery Association of Massachusetts über.
2008 wurde der Temple Ohabei Shalom Cemetery als erster jüdischer Friedhof in das National Register of Historic Places aufgenommen.

## Trauerhalle
Auf dem Friedhof steht die älteste noch erhaltene jüdische Trauerhalle in Massachusetts. Sie wurde 1903 eingeweiht. Das neugotische Gebäude wird zurzeit vom Mystic River Jewish Project in ein Museum umgewandelt.

## Bilder

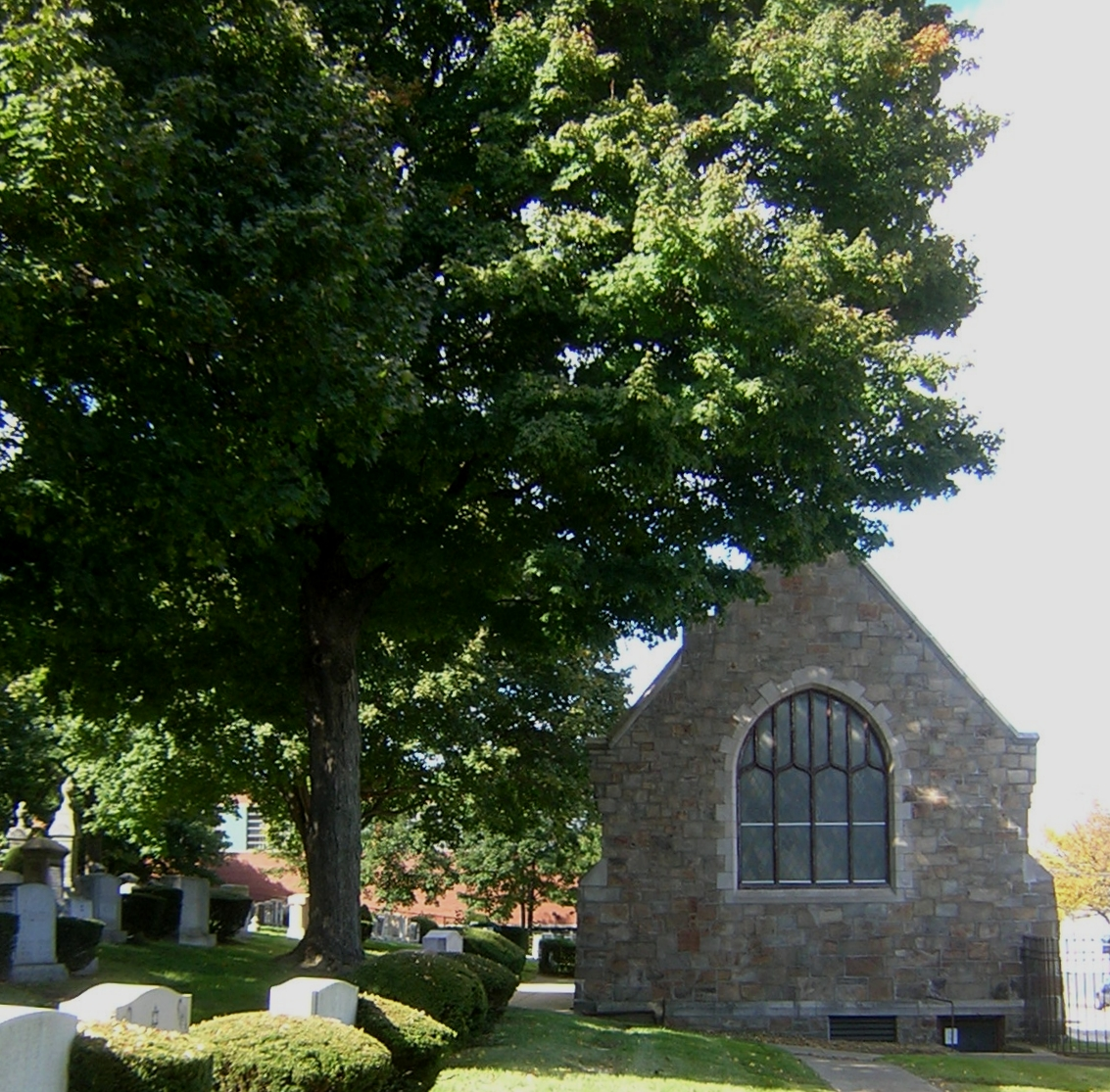
Südseite der Trauerhalle
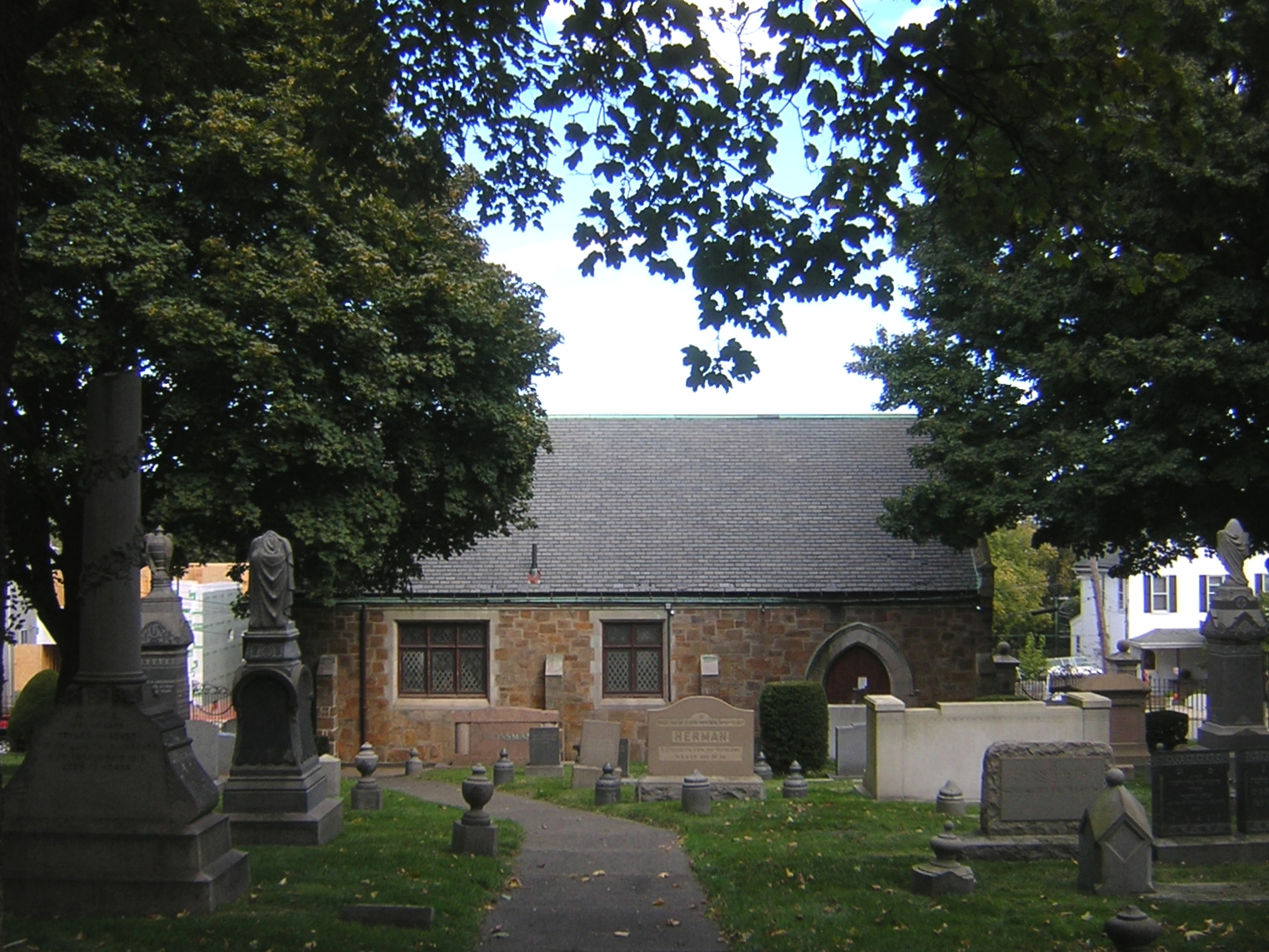
Westansicht der Trauerhalle
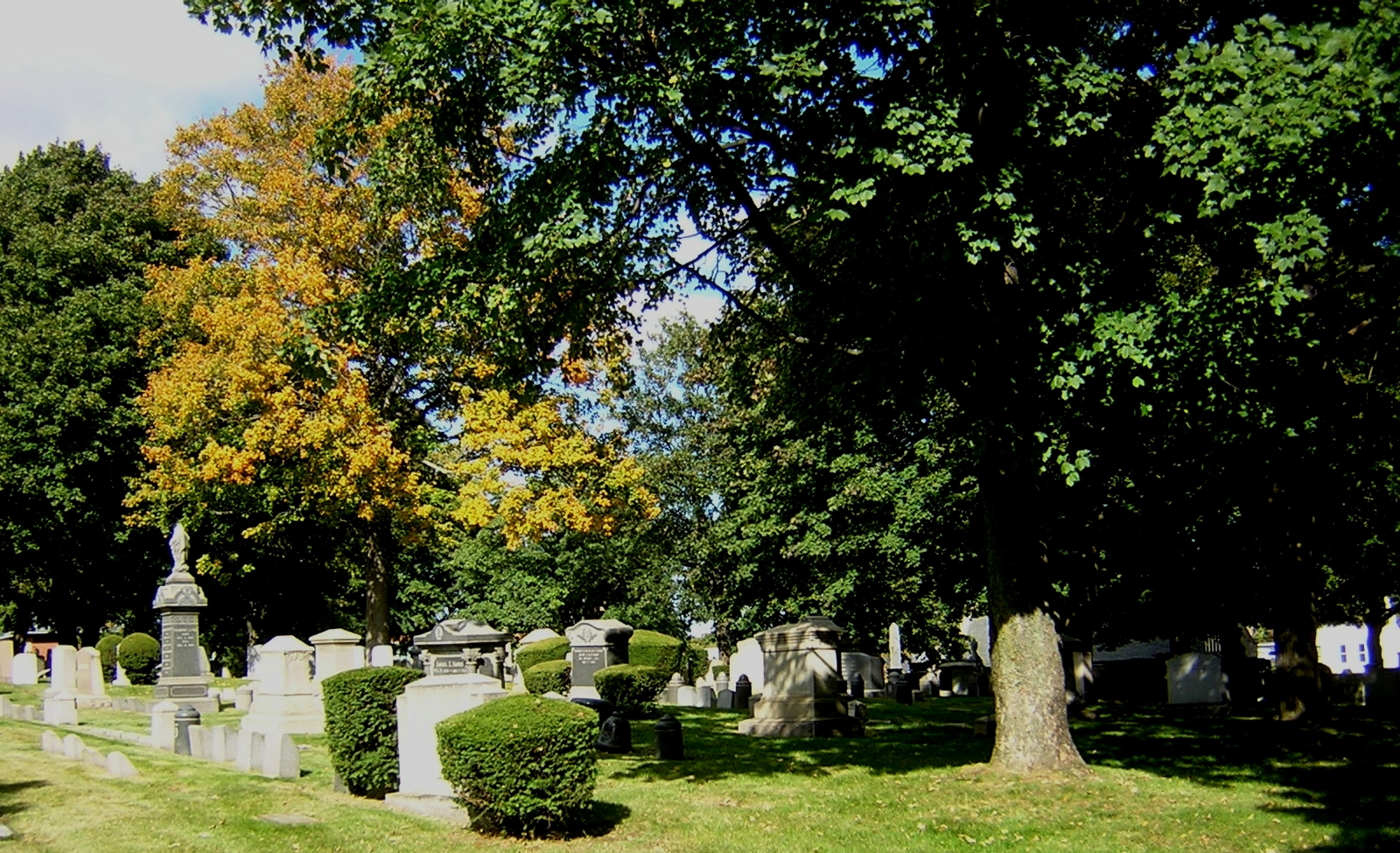
Der Friedhof mit Bäumen
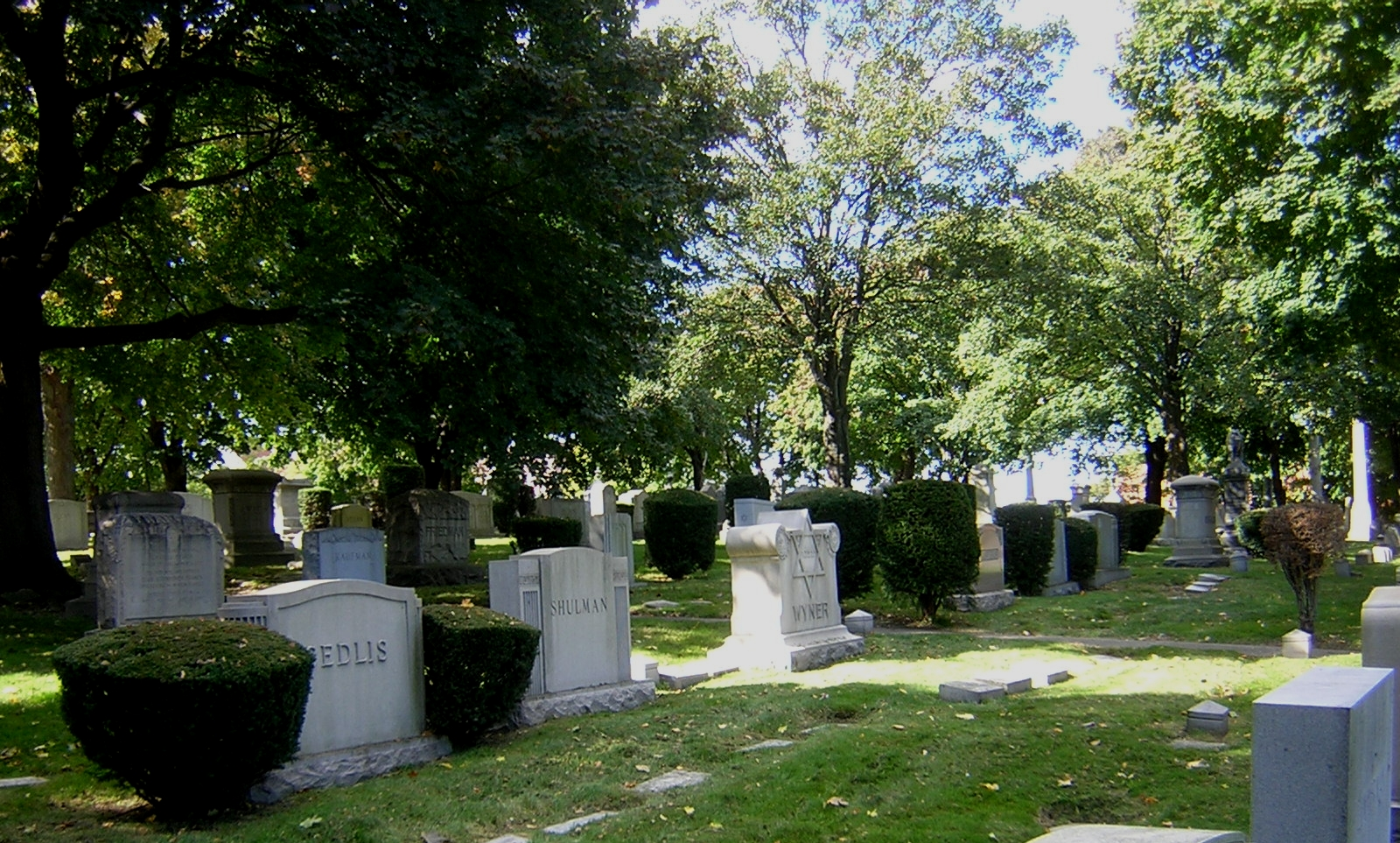
Gräber